# Taenaris queenslandica
Taenaris queenslandica är en fjärilsart som beskrevs av Rothschild 1916. Taenaris queenslandica ingår i släktet Taenaris och familjen praktfjärilar. Inga underarter finns listade i Catalogue of Life.